# Чуварлеї
Чуварле́ї (рос. Чуварлеи, чув. Чуварлей) — село у складі Алатирського району Чувашії, Росія. Адміністративний центр Чуварлейського сільського поселення.
Населення — 1186 осіб (2010; 1299 у 2002).
Національний склад:
- росіяни — 90 %

Стара назва — Чуварлей.